# 神感寺
神感寺（しんかんじ）は、大阪府東大阪市上四条町にある真言宗醍醐派の寺院。

## 歴史

### 創建
社史によると、神感寺の創建は奈良時代にまで遡る。創建の地は現在の神感寺の所在地とは異なる。

### 中世・近世
南北朝時代の正平年間には南朝方の城塞としての役割を果たす。しかし四条畷の戦いで敗れ、神感寺は昭和の再興まで消滅することとなる。

### 近代以降
昭和元年（1926年）、のちに初代住職となる岩佐亮教が八大龍王神の託宣を受ける。その内容は寺が焼け、僧が三角護摩（降伏護摩）を焚き、その傍らを小僧がうろうろと走りまわる有様を見せられると同時に、護摩を焚いていた僧が振り向き無言のままに「神感寺を宜しく頼む」というもので、度々夢に見たという。しかし当時は寺跡が発掘される前であったため、詳細はわからなかった。
昭和10年（1935年）、現在の位置へ遷宮して伽藍の建立が進められ、八代龍王三宝教会として再興。昭和26年（1951年）より「八代龍王 神を感じる寺」を意義づけ、八代龍王神感寺と号するようになった。

## 現地情報

### 所在地
- 大阪府東大阪市上四条町1915番地（生駒国定自然公園 鳴川園地内）

### アクセス
- 近畿日本鉄道 奈良線
  - 瓢箪山駅、枚岡駅（徒歩2時間）